# یلوه‌های سرحنایی
یلوه‌های سرحنایی Rufirallus سرده‌ای از پرندگان خانواده یلوگان است.
این سرده دارای گونه‌های زیر است:
- یلوه تاج‌حنایی ، Rufirallus viridis
- یلوه سربلوطی، Rufirallus castaneiceps